# Hans-Busso von Busse

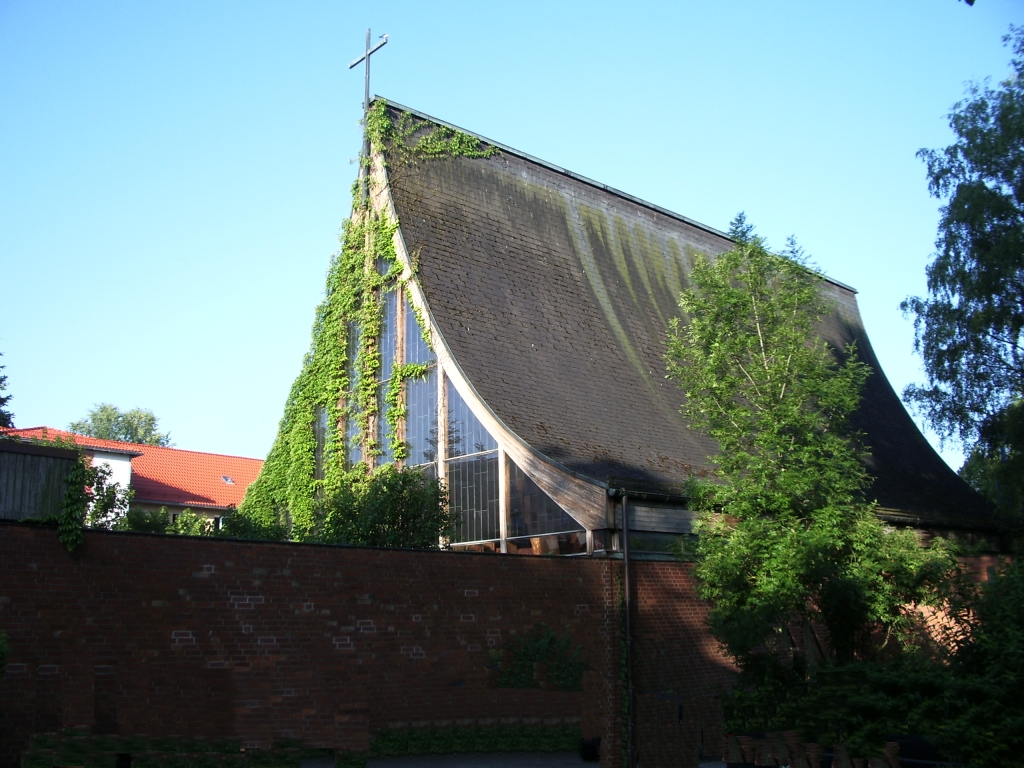
Erlöserkirche (Erding) (1963)

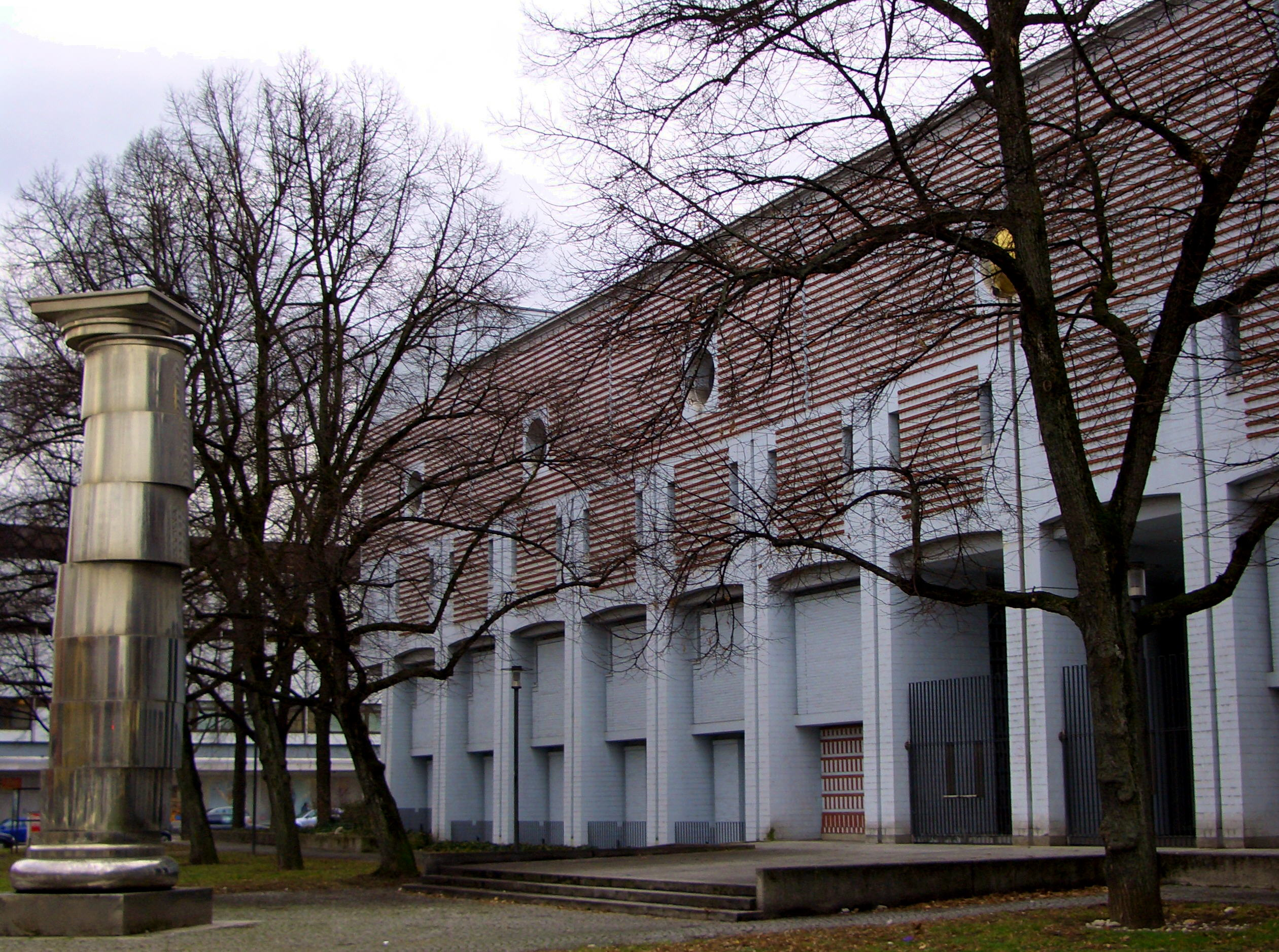
Erweiterungsbau für das Stadtarchiv München (1990)

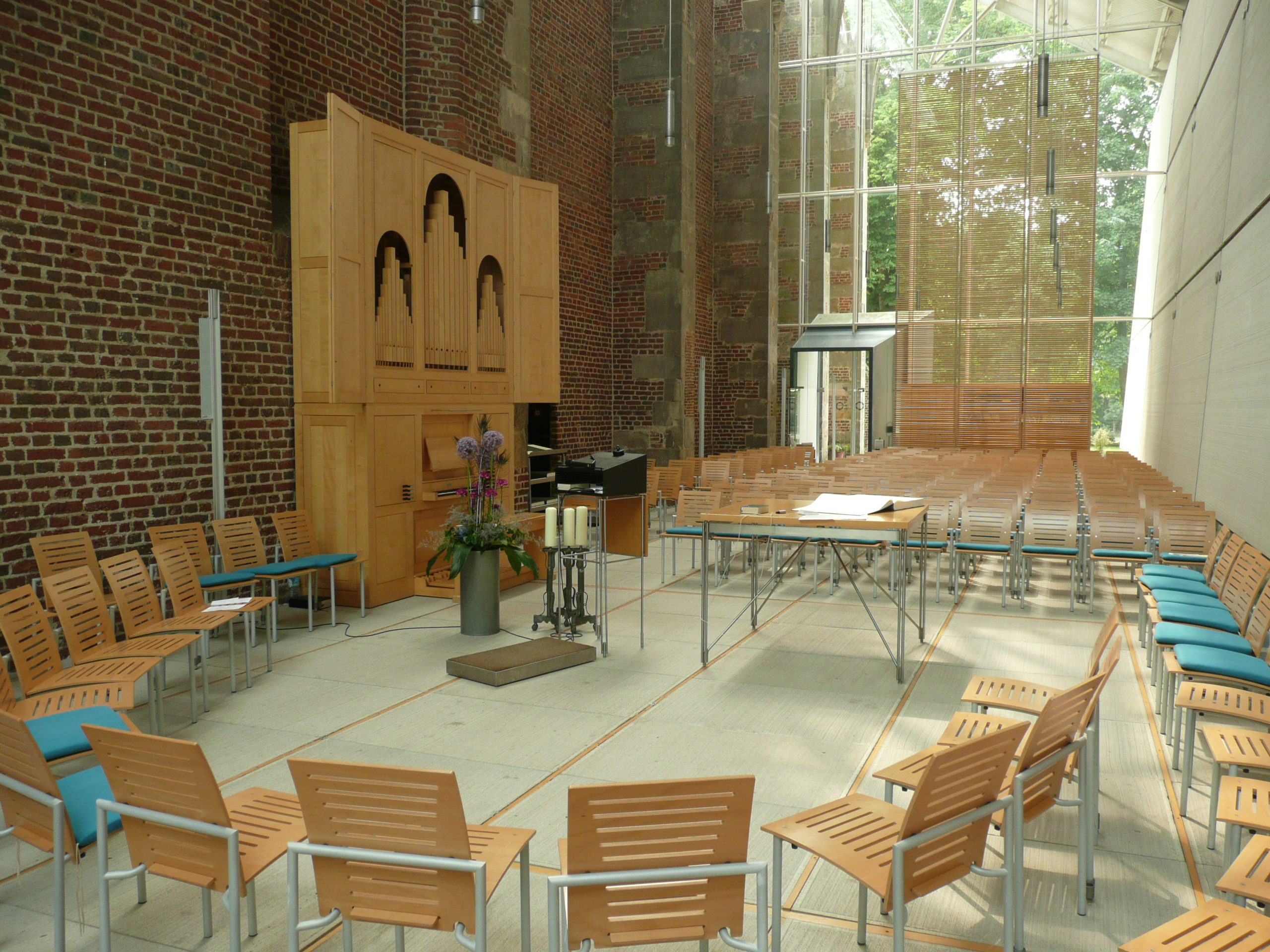
Kapelle im Kloster Frenswegen (1996)

Hans-Busso von Busse (* 7. Mai 1930 in Oppeln, Provinz Oberschlesien; † 7. November 2009 in München) war ein deutscher Architekt und Hochschullehrer.

## Familie
Busse war der Sohn von Hans Joachim von Busse (1896–1946) und Luise von Oppell (* 1908). Ein entfernter Verwandter war Johannes von Busse.

## Leben
Nach einer Lehre als Zimmermann (1948–1950) studierte er Architektur an der TH München. 1955 wurde er Mitglied der Akademisch-Musikalischen Verbindung Gotia München im Sondershäuser Verband. 1955 erwarb er einen Master-Abschluss im Rahmen des Fulbright-Programms am Massachusetts Institute of Technology (MIT) in Cambridge, USA; parallel arbeitete er im Büro von Minoru Yamasaki. 1956 gründete er sein Architekturbüro in München.
Von 1971 bis 1976 war von Busse Präsident des Bundes Deutscher Architekten in Deutschland. 1976 wurde er Professor für Entwerfen und Baukonstruktion an die Universität Dortmund; von 1981 bis 1985 war er Dekan der Fakultät Bauwesen.
Zu seinen bekannten Werken gehören Kirchenbauwerke und die Erweiterung des Münchner Stadtarchivs. Bundesweite Anerkennung erhielt von Busse als Architekt des neuen Flughafens München mit dem Zentralbereich der Passagierabfertigung, mit Terminal 1, Zentralgebäude, Tower und Parkhäusern, und weltweite Beachtung für den reibungslosen Umzug von Riem ins Erdinger Moos.

## Privates
Busse heiratete 1957 Waltraud Kaiser (* 1933). Er starb im Alter von 79 Jahren nach kurzer schwerer Krankheit.

## Auszeichnungen und Ehrungen
- 1965: Förderpreis für Architektur der Landeshauptstadt München
- 1969, 1973, 1979, 1986: BDA-Preis Bayern
- 1992, 1998: BDA-Preis Nordrhein-Westfalen
- 1993: Fritz-Schumacher-Preis
- 1997: BDA-Preis Niedersachsen
- 1997: Grand Prix Rhénan d’Architecture
- 2002: Verdienstkreuz 1. Klasse des Verdienstordens der Bundesrepublik Deutschland
- 2003: Bayerischer Maximiliansorden für Wissenschaft und Kunst

## Werke

### Bauten
- 1957: Haus Dr. Riedmayer, Kempfenhausen am Starnberger See mit Peter Buddeberg
- 1957: Evangelische Kirche, Griesheim mit Peter Buddeberg (im Rahmen der Otto Bartning Stiftung)[9]
- 1958: Verwaltungsbau, Obermenzing mit Peter Buddeberg[9]
- vor 1961: Haus am Tegernsee[10]
- 1961–1966: Heilig-Geist-Kirche in Schaftlach (1978 abgebrannt)[11][12]
- 1963: Erlöserkirche (Erding)
- 1967–1969: St. Lukas (Coburg)
- 1968–1969 Evangelisches Gemeindehaus Bad Kissingen, 2022 aufgelöst, Denkmalschutz besteht.[13]
- 1969–1972: Gemeindeakademie der Evangelisch-Lutherischen Landeskirche in Bayern in Rummelsberg[14]
- 1970: Versöhnungskirche in Ergoldsbach[15]
- 1970: Hallenbad, Rheine mit Bernhard von Busse[16]
- 1970–1971: Wohnhochhaus in München-Schwabing, das als bauliche Einheit mit dem Restaurant Tantris unter Denkmalschutz steht[17]
- 1985–1987: Kongresshaus in Coburg[18]
- 1985–1988: Wohnhaus Pohlstraße 77 in Berlin-Tiergarten im Rahmen der Internationalen Bauausstellung 1987 (IBA Berlin)[19]
- 1971: Gemeindezentrum in Mainaschaff[20]
- 1987–1992: Passagier-Abfertigungsbereich Flughafen München „Franz Josef Strauß“, München[21]
- 1990: Erweiterungsbau für das Stadtarchiv München
- 1990: Gnadenkirche, Würzburg-Sanderau[22]
- 1991: Berufsbildungswerk für Blinde und Sehbehinderte, Soest[23]
- 1992: Veranstaltungszentrum Stadtschloß, Lichtenfels[24]
- 1995: Kulturzentrum, Witten[25]
- 1996: Kapelle im Kloster Frenswegen[26]

### Schriften
- Wahrnehmungen. Standpunkte zur Architektur. Karl Krämer, Stuttgart / Zürich 1990, ISBN 3-7828-1606-4.
- Gedanken zum Raum, Wege zur Form. Karl Krämer, Stuttgart / Zürich 1997, ISBN 3-7828-1611-0.
- (zusammen mit Nils V. Waubke und Rudolf Grimme): Atlas Flache Dächer. Nutzbare Flächen. Birkhäuser Verlag, Basel et al. 2000, ISBN 3-7643-6304-5.
- Baukunst ad maiorem Dei gloriam. Feierraum, Kunst, Liturgie. In: Helmut Braun, Hans-Peter Hübner (Hrsg.): Evangelischer Kirchenbau in Bayern seit 1945. Deutscher Kunstverlag, Berlin / München 2010, ISBN 978-3-422-06953-4, S. 70–81.
- Eva-Maria Barkhofen (Hrsg.): Hans Busso von Busse. Baukunst, gelebte Standpunkte. (Anthologie) Akademie der Künste, Berlin 2011, ISBN 978-3-88331-170-8.